# シンプルスマホ5
シンプルスマホ5はシャープが開発、製造しソフトバンクが2020年9月4日に発売した第4世代移動通信システム対応シニア向けスマートフォンである。

## 概要
CPUはSnapdragon 450を搭載しており、OSはAndroid 10を搭載している。

## アップデート履歴

### 2022年5月31日
- リモートサポートアプリの機能向上
- セキュリティの向上

アップデート後のビルド番号は14JP_1_500になる。

### 2022年3月15日

#### ビルド番号が14JP_1_440の場合
- セキュリティの向上

#### ビルド番号が14JP_1_470の場合
- システムアップデート後にまれに再起動を繰り返す事象の改善
- セキュリティの向上

アップデート後のビルド番号は14JP_1_47Aになる。

### 2022年2月9日
- セキュリティの向上

アップデート後のビルド番号は14JP_1_470になる。

### 2021年6月24日
- 特定条件下において、ごくまれにカメラの保存先設定を変更できなくなる場合がある事象の改善
- セキュリティの向上

アップデート後のビルド番号は14JP_1_400になる。

### 2021年5月18日
- 特定条件下において、端末が再起動する場合がある事象の改善
- セキュリティの向上

アップデート後のビルド番号は14JP_1_390になる。

### 2021年1月12日
- 特定条件下にて一部のアプリが正常動作しない事象の改善
- セキュリティの向上

アップデート後のビルド番号は14JP_1_350になる。

### 2020年11月25日
- 特定条件下にて電話アプリが起動しない場合がある事象の改善
- カメラアプリの動作安定性の向上
- セキュリティの向上

アップデート後のビルド番号は14JP_1_33Aになる。